# Дмитриевка (Азнакаевский район)
Дмитриевка — деревня в Азнакаевском районе Республики Татарстан Российской Федерации. Входит в состав Микулинского сельского поселения.

## География
Деревня расположена неподалёку от реки Зай, в 28 км (35,5 км по автодорогам) к юго-западу от города Азнакаево и в 3 км к югу от центра поселения, села Микулино, у границы с Бугульминским районом.

## История
Деревня появилась в первой половине XIX века.
В «Списке населенных мест Российской империи», изданном по данным 1859 года, населённый пункт упомянут как владельческое сельцо Димитриевка 1-го стана Бугульминского уезда Самарской губернии, при речке Зае, расположенное в 20 верстах от уездного города Бугульма. В деревне насчитывалось 20 дворов и 271 житель (129 мужчин и 142 женщины).
До реформы 1861 года жители относились к категории помещичьих крестьян.
В 1889 году в деревне Дмитриевка Микулинской волости имелось 40 дворов, 238 жителей, имения Балашева и дворянина В. П. Андроникова, жили мещане, по вероисповеданию — православные и раскольники. По переписи 1897 года — 27 дворов и 142 жителя (68 мужчин и 74 женщины) мещан (русские, православные). Деревне принадлежало 2625 десятин удобной земли, арендованной у купца Балашева, действовала водяная мельница. В 1910 году показано 30 дворов и 158 жителей (72 мужчины, 86 женщин).
До 1920 года деревня входила в Микулинскую волость Бугульминского уезда Самарской губернии. С 1920 года находилась в составе Бугульминского кантона ТАССР. С 10 августа 1930 года — в составе Микулинского сельсовета Бугульминского района, проживали русские. В 1948 году — также в Микулинском сельсовете. С 12 января 1965 года в Азнакаевском районе. Исключена из учётных данных в конце 1980-х — начале 1990-х годов. Зарегистрирована как вновь возникший населённый пункт 18 февраля 1998 года.
Во время коллективизации в деревне был образован колхоз «Красный Октябрь», вошедший в 1953 году в состав колхоза «Путиловец» села Микулино, который в свою очередь вошёл в состав совхоза «Сокольский» (с 1964 года — в составе совхоза «Актюбинский») с центром в пгт Актюбинский.
В 1992 году был создан арендный коллектив «Тургай».

## Население
По переписи 2010 года в деревне проживало 33 человека (19 мужчин, 14 женщин).
В 2002 году — 26 человек (13 мужчин, 13 женщин), татары (62 %).
| 1859 | 1889 | 1897 | 1910 | 1920 | 1926 | 2002 | 2010 |
| ---- | ---- | ---- | ---- | ---- | ---- | ---- | ---- |
| 271  | 238  | 142  | 158  | 158  | 247  | 26   | 33   |

## Инфраструктура
Деревня электрифицирована и газифицирована, действуют леспромхоз и кладбище.